# Fernand Cohen
Pour les articles homonymes, voir Cohen.
Fernand Cohen, né le 26 mars 1887 à Marseille et mort le 20 août 1970 à Paris, est un professeur agrégé de physique, directeur de l’orphelinat Rothschild, arrêté et interné dans le camp de Drancy durant la Seconde Guerre mondiale.

## Biographie

### Famille et jeunesse
Fils de Gad Benestruc Cohen, employé, et d'Isabelle Joséphine Mayer, son épouse, Fernand Mardochée Cohen est né à Marseille en 1887. Il vient d’une famille judéo-comtadine, des Juifs du pape qui vivaient dans le Comtat Venaissin — possession du Saint-Siège jusqu’en 1791 — et habitaient les « carrières » d’Avignon, Cavaillon, Carpentras.
Agrégé de physique en 1910, il enseigne d'abord au lycée d'Agen, à Nîmes l'année suivante, puis à Nice en 1912. Il est blessé par un obus le 25 mars 1918. Après avoir passé quatre années sur le front durant la Première Guerre, il est nommé en 1919 professeur de physique-chimie au lycée Rollin de Paris (aujourd'hui collège-lycée Jacques-Decour).

### Seconde Guerre mondiale
À cause des lois antisémites de Vichy en 1940, il doit cesser son enseignement. Il devient le directeur de l’orphelinat Rothschild, au 9, rue Lamblardie, dans le 12e arrondissement de Paris,,. 

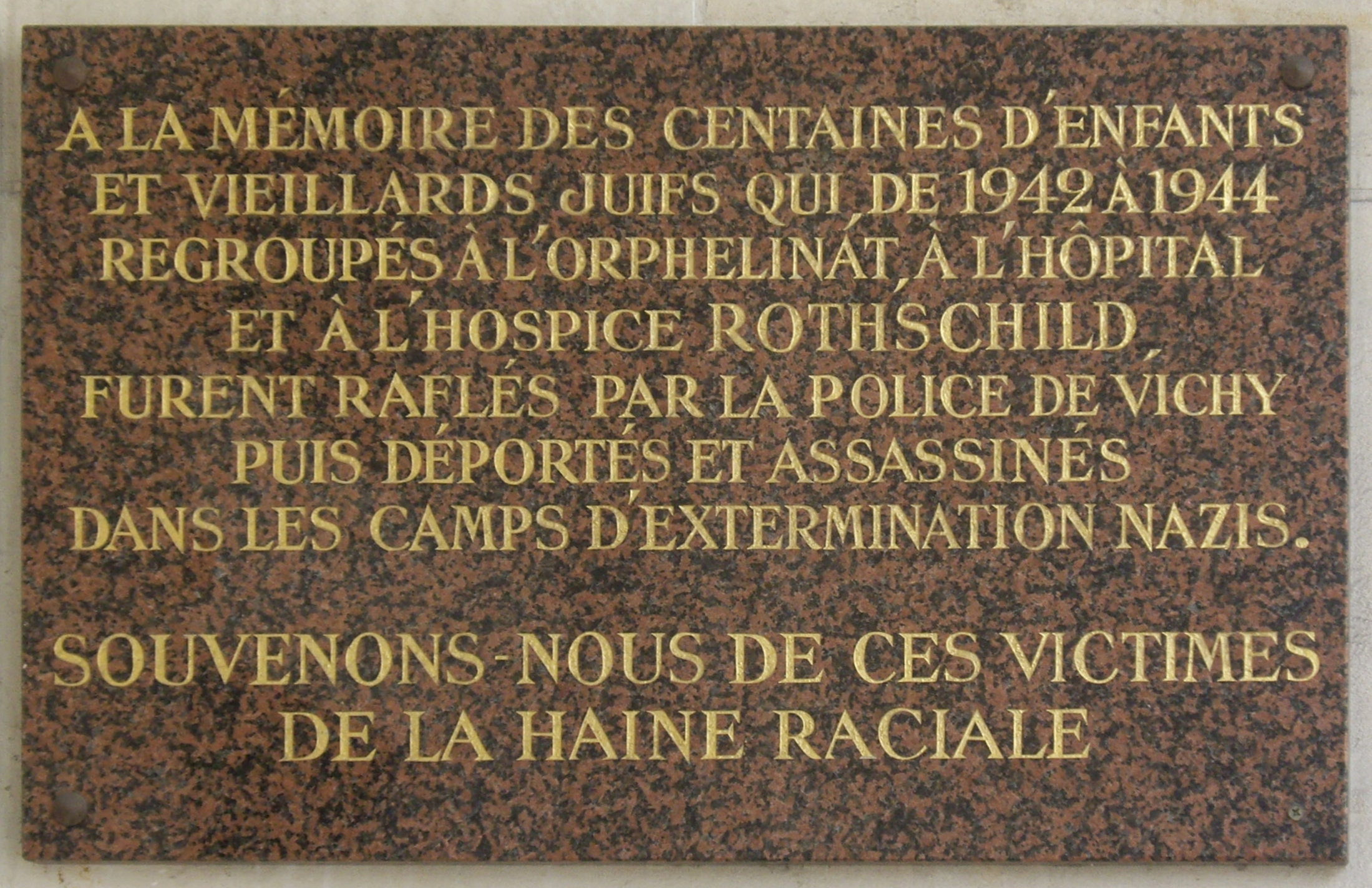
Plaque de la Fondation de Rothschild (76, rue de Picpus, Paris 11e)

Il est arrêté et interné à deux reprises (en 1942, puis en 1944 en raison d'une évasion) dans le camp de Drancy. Après-guerre, il revient enseigner au lycée Rollin. Il meurt en 1970.
Il y a eu un hommage à Fernand Cohen au collège-lycée Jacques-Decour le 28 janvier 2013 avec une exposition et conférence.

## Distinctions
- Chevalier de la Légion d'honneur (27 septembre 1946)[11]
- Officier de l'Instruction publique